# Orari River
Der Orari River ist ein Fluss im Osten der Südinsel Neuseelands. Seine Quelle liegt im Südosten der Ben McLeod Range. Von dort fließt der Fluss in Richtung Osten bis zur Südwestflanke der Tara Haoa Range, wo er nach Südosten abknickt. Auf dem Weg nimmt er das Wasser des Phantom River, Hewson River und Mowbray River auf. Außerhalb der Berge fließt er durch die Ansiedlung Geraldine und mündet östlich von Temuka in die Canterbury Bight. Im Bereich der Ebene verlaufen zahlreiche Straßen, der Fluss wird vom New Zealand State Highway 1 sowie dem New Zealand State Highway 79 überquert. In den Bergen ist der Fluss zwischenzeitlich nur zu Fuß zu erreichen. In das Gebiet der Quelle führt eine von Fairlie kommende Straße.